# Thomas Hauert
Pour les articles homonymes, voir Hauert.
Thomas Hauert, né en 1967 à Schnottwil dans le canton de Soleure en Suisse, est un danseur et chorégraphe suisse. Il est le directeur artistique de la compagnie ZOO/Thomas Hauert fondée à Bruxelles en Belgique en 1997,.

## Biographie
Après avoir grandi en Suisse où il achève des études d'instituteur, Thomas Hauert reçoit une éducation formelle en danse contemporaine à l’académie de Rotterdam (aujourd’hui Codarts) à partir de 1989. Il s’installe à Bruxelles en 1991 et danse pendant trois ans dans la compagnie Rosas d’Anne Teresa De Keersmaeker. Il collabore ensuite avec David Zambrano, Gonnie Heggen et Pierre Droulers. Après la création du solo Hobokendans (1997) dans le cadre des Petites Formes de Droulers, il fonde la compagnie ZOO avec les danseurs Mark Lorimer (en), Sarah Ludi, Mat Voorter et Samantha van Wissen,. Leur premier spectacle, Cows in Space (1998), reçoit deux prix aux Rencontres chorégraphiques internationales de Seine-Saint-Denis.
Le travail de Thomas Hauert se développe à partir d’une recherche sur le mouvement, avec un intérêt particulier pour une écriture basée sur l’improvisation et explorant la tension entre liberté et contrainte, individu et groupe, ordre et désordre, forme et informe,,. S’il guide toujours le processus de création de ses spectacles, le chorégraphe valorise particulièrement la responsabilité et la liberté, en studio et sur scène, des danseurs avec qui il collabore et entretient le plus souvent avec eux des relations professionnelles de long terme. La relation à la musique joue aussi un rôle majeur dans son œuvre,. Depuis 1998, il a créé avec sa compagnie ZOO près de vingt spectacles coproduits par des organisations telles que le Kaaitheater, le Kunstenfestivaldesarts, Charleroi/Danses, le STUK, le Concertgebouw Brugge, le Centre Pompidou-Spectacles vivants, l’IRCAM, le Festival d'automne à Paris, le Théâtre de la Ville, Montpellier Danse, le Centre chorégraphique national de Franche-Comté à Belfort, le Centre chorégraphique national de Rillieux-la-Pape, le TnBA, La Bâtie-Festival de Genève, Theaterhaus Gessnerallee, Dampfzentrale, Tanzquartier Wien, Mercat de les Flors, Springdance, PACT Zollverein et alkantara.
En parallèle à son travail pour ZOO, Hauert est invité à créer des pièces pour P.A.R.T.S., le Trinity Laban Conservatoire of Music and Dance, le Ballet de Zurich, Toronto Dance Theatre et Candoco. Il participe aussi à des événements d’improvisation, comme le Fall Festival de Movement Research en 2008, et improvise avec des musiciens tels que Michel Debrulle, Guy Corsano et Barry Guy. En 2012, Thomas Hauert est invité par l’IRCAM à développer un projet sur les relations entre danse improvisée et composition musicale électronique dans le cadre du festival-académie ManiFeste.
En 2010, Thierry De Mey réalise un film de vidéodanse, coproduit par Arte, à partir de la chorégraphie de Accords (2008).
Hauert a également développé une méthode d’enseignement à partir de sa pratique chorégraphique. Il enseigne à P.A.R.T.S. à Bruxelles et donne des stages dans le monde entier. En 2012-13, il est professeur invité «Valeska Gert» à l’Institut d’études théâtrales de l’université libre de Berlin. En 2013, il est nommé responsable académique du nouveau bachelor en danse contemporaine créé au sein de la Haute École de théâtre de Suisse romande La Manufacture à Lausanne. La nouvelle formation est inaugurée en septembre 2014.
Depuis 2012, il participe au projet «Motion Bank» dirigé par la Forsythe Company et la Ohio State University.
Thomas Hauert est artiste en résidence à Charleroi/Danses et artiste associé au Kaaitheater à Bruxelles.

## Chorégraphies
Chorégraphies pour ZOO
- 1998 : Cows in Space
- 1999 : Pop-Up Songbook
- 2000 : Jetzt
- 2001 : Do You Believe in Gravity? Do You Trust the Pilot?
- 2002 : Verosimile
- 2003 : 5
- 2004 : Modify
- 2004 : Drum & Dance
- 2005 : More or Less Sad Songs
- 2006 : Walking Oscar
- 2006 : Parallallemande
- 2007 : puzzled (créé avec Zefiro Torna)
- 2008 : Accords
- 2009 : Solo for EKL (dans Korean Screens)
- 2010 : You've Changed
- 2011 : From B to B (cocréé avec Àngels Margarit)
- 2011 : Like Me More Like Me (cocréé avec Scott Heron)
- 2012 : Danse étoffée sur musique déguisée
- 2013: MONO

Chorégraphies pour d’autres organisations
- 1991: Juppe (pièce pour 5 danseurs créée à l'académie de Rotterdam dans le cadre du festival "Rotterdam in Beweging")[25]
- 1996: solo dans le cadre de la série "Thé dansant" au Plateau à Bruxelles[25]
- 1997 : Hobokendans (pour la compagnie de Pierre Droulers)
- 2000 : Milky Way (pour P.A.R.T.S.)
- 2002 : Hà mais (pour Alma Txina, coproduction ZOO)
- 2004 : Lobster Caravan (pour P.A.R.T.S.)
- 2005 : Fold & Twine (pour le Trinity Laban Conservatoire of Music and Dance)[17]
- 2007 : 12/8 (pour P.A.R.T.S.)
- 2010 : Il Giornale della necropoli (pour le Ballet de Zurich)[18]
- 2010 : Regarding the Area Between the Inseparable (pour P.A.R.T.S.)
- 2012 : One Moving as Many Moving as One (pour l’Institut d’études théâtrales de l’université libre de Berlin en tant que professeur invité Valeska-Gert)[23]
- 2013 : Pond Skaters (pour Toronto Dance Theatre)[19]
- 2014: Notturnino (pour Candoco Dance Company)

## Filmographie
- 2000 : Space In, réalisé par Boris Van der Avoort
- 2010 : La Valse, réalisé par Thierry De Mey

## Prix et distinctions
- 1998 : Prix d’auteur et Prix Jan-Fabre (pour l’œuvre la plus subversive) aux Rencontres chorégraphiques internationales de Seine-Saint-Denis pour Cows in Space[10]
- 1998: Werkjahrespreis du canton de Soleure[25]
- 2005 : Prix suisse de danse et de chorégraphie pour Modify[26]
- 2008 : nomination aux Prix de la critique (Wallonie-Bruxelles) dans la catégorie Chorégraphie pour Accords
- 2013 : nomination aux Dora Awards, Toronto, dans la catégorie Outstanding Choreography pour Pond Skaters (création pour Toronto Dance Theatre)[27]
- 2013 : Prix « Création actuelle de danse » aux Prix suisses de danse pour From B to B[28]
- 2013 : « Preis für Tanz » du canton de Soleure[29]
- 2014: nomination aux Tribute to the Classical Arts Awards, La Nouvelle-Orléans, dans la catégorie « Outstanding Contemporary Dance Presentation » pour Like me more like me